# Kadenicarpus pseudomacrochele

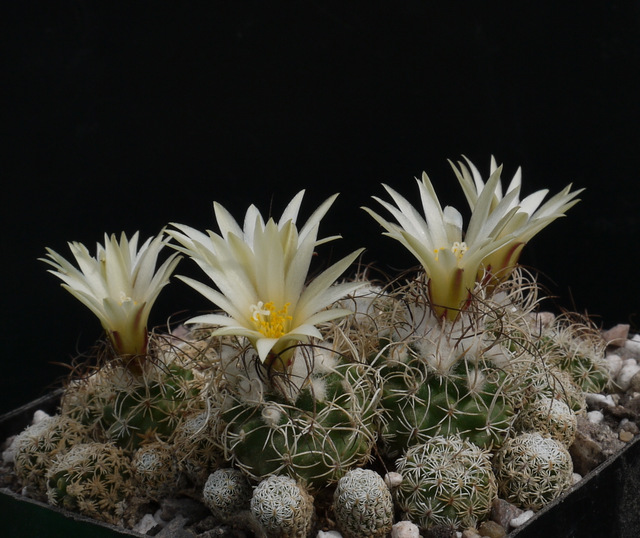
Turbinicarpus pseudomacrochele subsp. krainzianus

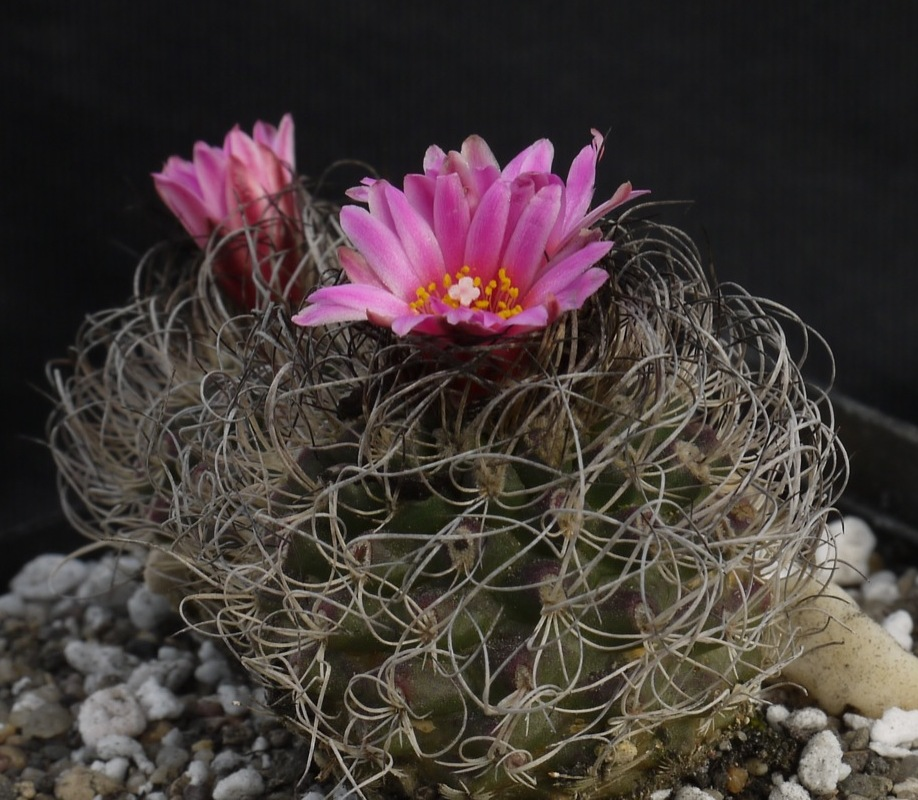
Turbinicarpus pseudomacrochele subsp. lausseri

Kadenicarpus pseudomacrochele ist eine Pflanzenart in der Gattung Kadenicarpus aus der Familie der Kakteengewächse (Cactaceae). Das Artepitheton pseudomacrochele leitet sich vom griechischen Wort pseudo für ‚falsch‘ und der Ähnlichkeit mit der Art Turbinicarpus macrochele ab.

## Beschreibung
Kadenicarpus pseudomacrochele wächst meist einzeln mit hellgrünen bis dunkler blaugrünen, kugelförmigen bis kugelförmig-zylindrischen Körpern, die gelegentlich sprossen und hat eine große fleischige Rübenwurzel. Die im Scheitel bewollten Körper erreichen Wuchshöhen von 2 bis 4 Zentimetern und Durchmesser von 2,5 bis 3,4 Zentimetern. Ihre gerundeten Höcker werden zu ihrer Spitze hin schmaler und sind 3 bis 5 Millimeter hoch. Es sind 5 bis 8 gelblich braune Dornen vorhanden, die im Alter vergrauen und sich nicht in Rand- und Mitteldornen unterscheiden lassen. Sie sind borstenartig, verdreht, stehen mehrheitlich ab und werden 15 bis 30 Millimeter lang.
Die weißen bis rötlich purpurnen oder gelblich grünen oder magentafarbenen Blüten sind 2,5 bis 3,2 Zentimeter lang und weisen Durchmesser von 2 bis 3,5 Zentimetern auf. Die grünen, fast kugelförmigen Früchte sind 4 bis 6 Millimeter lang.

## Systematik, Verbreitung und Gefährdung
Kadenicarpus pseudomacrochele ist in den mexikanischen Bundesstaaten Hidalgo und Querétaro verbreitet.
Die Erstbeschreibung als Strombocactus pseudomacrochele  erfolgte 1935 durch Curt Backeberg. Alexander Borissovitch Doweld stellte die Art 1998 in die Gattung Kadenicarpus. Weitere nomenklatorische Synonyme sind Turbinicarpus pseudomacrochele (Backeb.) Buxb. & Backeb. (1937), Toumeya pseudomacrochele (Backeb.) W.T.Marshall (1946), Neolloydia pseudomacrochele (Backeb.) E.F.Anderson (1986) und Pediocactus pseudomacrochele (Backeb.) Halda (1998).
Es werden folgende Unterarten unterschieden:
- Kadenicarpus pseudomacrochele subsp. pseudomacrochele
- Kadenicarpus pseudomacrochele subsp. krainzianus (Gerhart Frank) Vázquez-Sánchez
- Kadenicarpus pseudomacrochele subsp. lausseri (Diers & Gerhart Frank) Doweld
- Kadenicarpus pseudomacrochele subsp. minimus (G.Frank) Vázquez-Sánchez

Kadenicarpus pseudomacrochele wird in Anhang I des Washingtoner Artenschutz-Übereinkommen geführt. In der Roten Liste gefährdeter Arten der IUCN ist sie und noch 2002 auch Turbinicarpus pseudomacrochele subsp. pseudomacrochele als „Vulnerable (VU)“, d. h. als gefährdet eingestuft. Die Unterart Turbinicarpus pseudomacrochele subsp. lausseri galt 2002 als „Critically Endangered (CR)“, d. h. als vom Aussterben bedroht. Bei der Aktualisierung 2009 wurden die Unterarten nicht neu bewertet und aus der roten Liste entfernt. Nach einer erneuten Bearbeitung der Einstufung wird die Art seit 2013 als „Endangered (EN)“, d. h. als stark gefährdet geführt.

## Nachweise